# Varsó-Radom repülőtér
A Varsó-Radom repülőtér (IATA: RDO, ICAO: EPRA) az 1920-as években létrejött repülőtér Radom közelében, melyet katonai és polgári célokra is használnak. A polgári célokra való használathoz való átalakítás 2012-ben kezdődött, 2014 májusában a Radom repülőtér a polgári repülőterek lengyelországi nyilvántartásának része lett. 2023-ban készült el egy új terminál, mely évente 3-9 millió utast tud fogadni. Az eredeti futópályát 2500 m-re hosszúságúra hosszabbították, ez lehetővé teszik például a Boeing 737, az Airbus A320 és az A321Neo repülőgépek használatát.
Ez a repülőtér volt az első Lengyelországban, ahol a futópálya fényrendszere teljes egészében LED-es fényforrásokon alapult.
A repülőtér közelében vezet az E77 (DK7/S7) és az E371 (DK9) európai út és a DK12/S12 országút, valamint a Varsó-Krakkó- és a Łódź-Lublin-vasútvonalak. A Radomi vasúti megálló építése folyamatban van, amely hozzájárul majd a jövőben a jobb repülőtéri vasúti kapcsolathoz.

## Légitársaságok és úticélok
2023-ban a Varsó-Radom repülőtérről az alábbi járatok indulnak:
A következő légitársaságok üzemeltetnek rendszeres menetrend szerinti és charterjáratokat Varsó Radom repülőtérről:
| Légitársaság             | Célállomások |
| ------------------------ | --- |
| Enter Air                | Szezonális charter: Antalya, Tirana                                                                             |
| LOT                      | Párizs−Charles de Gaulle, Róma–Fiumicino Szezonális: Preveza/Lefkada, Tirana, Varna Szezonális charter: Antalya |
| Wizz Air                 | Larnaca (2023 december 13-tól)                                                                                  |
| Skyline Express Airlines | Szezonális charter: Sharm El Sheikh (2023 október 27-től)                                                       |

## Futópályák
A repülőtér futópályái:
- 07/25 (2000 m, 45 m, aszfaltbeton)

## Forgalom
Az utasforgalom az elmúlt években az alábbi módon változott:
| Utasok száma |      |      |      | 670  | 8965 |      |      |      |      | 103 048 |
|              | 2012 | 2013 | 2014 | 2015 | 2016 | 2018 | 2019 | 2020 | 2021 | 2023    |